# Зеетен
Зеетен (нем. Seethen) — деревня в Германии, в земле Саксония-Анхальт. Входит в состав города Гарделеген района Зальцведель.
Население составляет 166 человек (на 31 декабря 2006 года). Занимает площадь 10,00 км².
До 31 декабря 2010 года имела статус общины (коммуны). 1 января 2011 года вошла в состав города Гарделеген. Последним бургомистром общины был Геральд Адлер.

## Достопримечательности
- Старая церковь.